# Ivan Jakov Džoni
Ivan Jakov Džoni (Split, 25. srpnja 1994.-), nekadašnji Hajdukov igrač prvemomčadi na mjestu napadača. Sin legendarnog nogometaša Vilsona Džonija i izdanak Hajdukove škole. Danas u drugoj momčadi Hajduk B.
Godine 2011. je u izboru Sportskih novosti izabran je za najboljeg kadeta Hrvatske.
Statistika u Hajduku
| Natjecanje        | Nastupi | Zgoditci |
| ----------------- | ------- | -------- |
| Prvenstvo         | 2       | 0        |
| Kup               | 0       | 0        |
| Superkup          | 0       | 0        |
| Međunarodne       | 0       | 0        |
| Splitski podsavez | 0       | 0        |
| Ukupno            | 2       | 0        |
| Prijateljske      | 15      | 7        |
| Sveukupno         | 17      | 7        |